# Heaven Shall Burn & Fall Of Serenity
Heaven Shall Burn & Fall Of Serenity (zwany też Split LP) – split-album grup Heaven Shall Burn oraz Fall Of Serenity wydany w 1999 roku nakładem Deeds Of Revolution Records. Wydawnictwo było dostępne tylko na winylu, a jej nakład został wyprzedany.

## Lista utworów

### Heaven Shall Burn
1. Enemy Unseen - 4:51
2. Ultima Ratio - 4:32
3. If This Is A Man - 2:50
4. Contrition (cover Fall Of Serenity) - 2:37
5. - 1:30

### Fall Of Serenity
6. Forgotten Flames - 5:09
7. Ratings by Blood - 4:01
8. Dead Man Walking - 2:38
9. Partisan (cover Heaven Shall Burn) - 2:14

## Inne informacje
- Utwór "If This Is A Man" powstał on z inspiracji książką włoskiego pisarza pochodzenia żydowskiego, Primo Leviego pod tym samym tytułem (pol. Czy to jest człowiek), opowiadającej o pobycie autora w niemieckim obozie koncentracyjnym Auschwitz-Birkenau. Tekst utworu to wiersz autorstwa samego Primo Leviego stanowiący wstęp do tejże książki. Utwór został opublikowany powtórnie na splicie The Split Program II z 2005, wydanym wspólnie z grupą Caliban.
- Utwór "Partisan" był nagrany przez Heaven Shall Burn pierwotnie na minialbumie In Battle There Is No Law z 1998.